# Sucha Kiczora
Sucha Kiczora (słow. Suchá Kýčera, 1353 m) – szczyt w Dolinie Suchej Orawickiej (odnoga Doliny Bobrowieckiej Orawskiej) w słowackich Tatrach Zachodnich. Znajduje się w krótkim grzbiecie odchodzącym od Bobrowieckiego Wierchu w północno-zachodnim kierunku. Początkowo jest to tylko łagodnie i równo opadająca grań. W niewielkiej odległości od Bobrowieckiego Wierchu, w punkcie oznaczonym na polskiej mapie jako Sucha Kiczora, grań zaczyna stromo opadać, równocześnie zmieniając kierunek na północny, później północno-wschodni, i kończy się na wysokości około 950 m w widłach Suchego Potoku i Kwaśnego Potoku. Sucha Kiczora nie jest w istocie wierzchołkiem, lecz tylko miejscem załamania grani, w którym zaczyna ona stromo opadać, równocześnie zmieniając kierunek.
Grzbiet Suchej Kiczory tworzy orograficznie lewe zbocza Dolinki Kwaśnej (odnoga Doliny Suchej), oddzielając ją od Kamiennego Żlebu będącego głównym ciągiem Doliny Suchej. Jest całkowicie zalesiony.